# 鄒茂材
鄒茂材，湖北麻城人，清朝政治人物。举人出身。
乾隆三十七年，擔任廣東廣州府永安縣知縣（現紫金縣知縣）。后由許鉞接任。